# 费森尤斯医疗

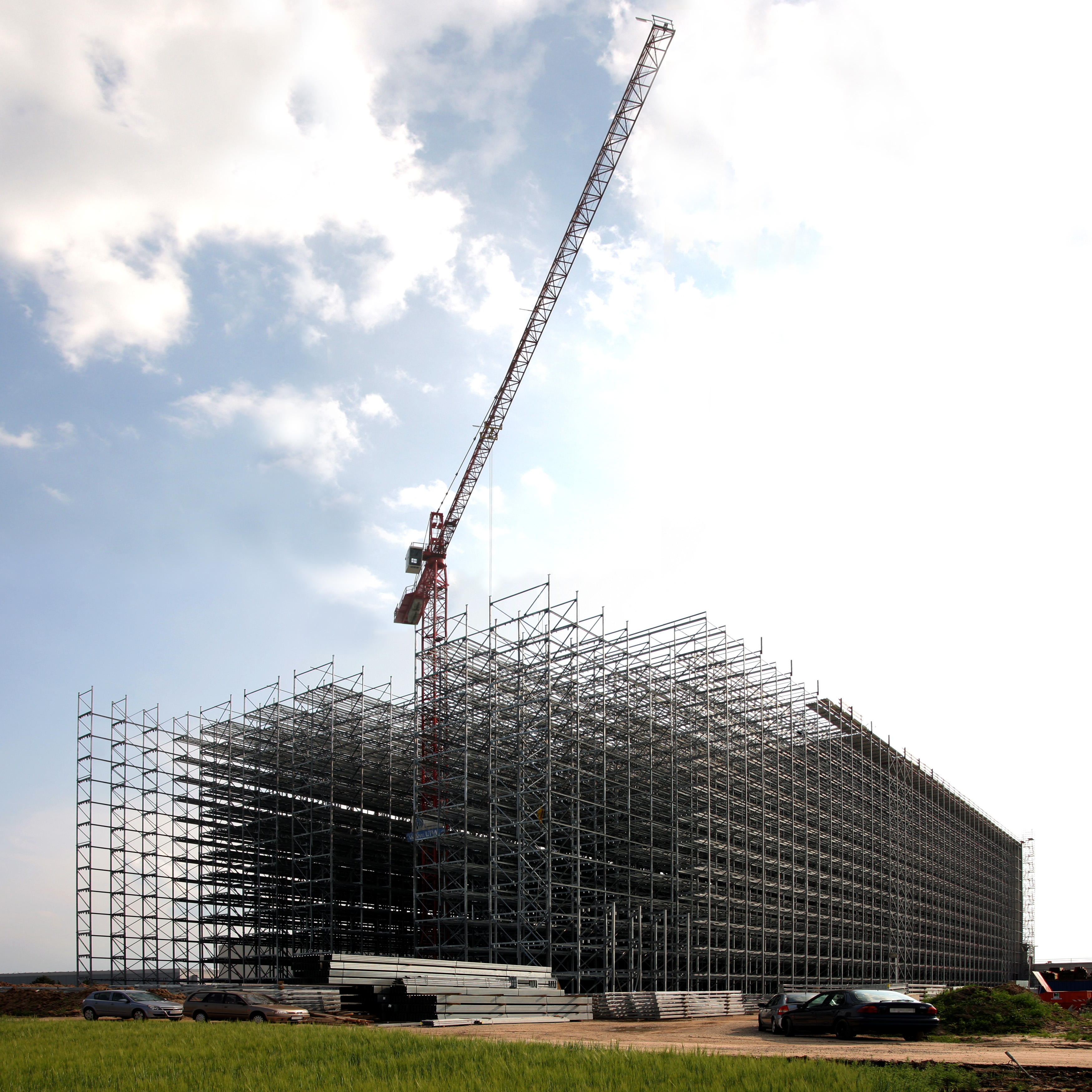
公司位于毕伯斯海姆的在建仓库， 预计可提供5.5万个仓位

费森尤斯医疗服务股份两合公司（德語：Fresenius SE & Co. KGaA），简称费森尤斯医疗，是一家德国透析设备及透析服务供应商，产品主要用于救助慢性或急性肾功能衰竭。该公司是费森尤斯集团的子公司，后者持有费森尤斯医疗36%的股票，并拥有过半数表决权。自1999年9月20日起费森尤斯医疗成为德国DAX指数的成分公司。
该公司提供的血液透析和腹膜透析产品，例如血液透析机、透析器及相关的一次性产品和解决方案在全球范围内被广泛应用。

## 历史
费森尤斯医疗服务股份公司成立于1996年。当时，费森尤斯集团收购了全球最大的透析运营商国家医疗服务公司（National Medical Care)，并将其与自身的透析技术部门合并，组建了费森尤斯医疗。
在2006年第一季度完成对美国肾病透析服务公司雷纳医疗集团（RenalCare Group）的收购后，费森尤斯医疗扩大了其市场领先地位。截至2007年12月31日，公司共拥有61406名雇员，在全球超过2200家拥有透析业务的医院为17.2万名患者提供服务。